# Myrmeleon littoralis
Myrmeleon littoralis là một loài côn trùng trong họ Myrmeleontidae thuộc bộ Neuroptera. Loài này được Miller & Stange in Miller et al. miêu tả năm 1999.